# أندرو دبليو. لويس
أندرو دبليو. لويس (بالإنجليزية: Andrew W. Lewis) هو مختص في الدراسات القروسطية ‏ ومؤرخ أمريكي، ولد في 5 سبتمبر 1943 في سافانا في الولايات المتحدة، وتوفي في 24 أكتوبر 2017 في سبرينغفيلد في الولايات المتحدة.